# Antonio Monreal Rodríguez
Antonio Monreal Rodríguez (Estepona, Andalusia, 4 d'abril de 1969) és un futbolista andalús, ja retirat, que ocupava la posició de defensa.

## Trajectòria
Monreal es va formar a les categories inferiors del CD Málaga, debutant amb el filial, l'Atlético Malagueño, el 1986. Passa al primer equip tres anys després, el 1989, quan el club malacità militava a màxima categoria del futbol espanyol. D'aquesta manera, Monreal fa el seu debut a Primera a la temporada 89/90, any en què el Màlaga baixaria a Segona Divisió.
Monreal acompanyaria al seu club a la categoria d'argent durant dos anys, fins al 1992, quan l'entitat va caure en fallida econòmica i esportiva i va caure a categories inferiors. Llavors, va fitxar pel Reial Betis, on va aconseguir l'ascens a primera divisió el 1994. Però, no té continuïtat al club sevillà i a l'estiu de 1994 fitxa pel CP Mérida.
Amb el club extremeny assoleix de nou l'ascens a primera divisió. A l'any següent, la 95/96, és dels més destacats en la campanya del debut del Mérida a la màxima categoria, tot i que al final retornaria a Segona. Abans de deixar el Mérida, el 1998, Monreal va jugar de nou a Primera la temporada 97/98.
El 1998 s'incorpora al CD Ourense, on només hi romandria una temporada abans de penjar les botes.